# Cebrio moyses
Cebrio moyses is een keversoort uit de familie Cebrionidae. De wetenschappelijke naam van de soort is voor het eerst geldig gepubliceerd in 1852 door Fairmaire.